# Sylvia Jörrißen

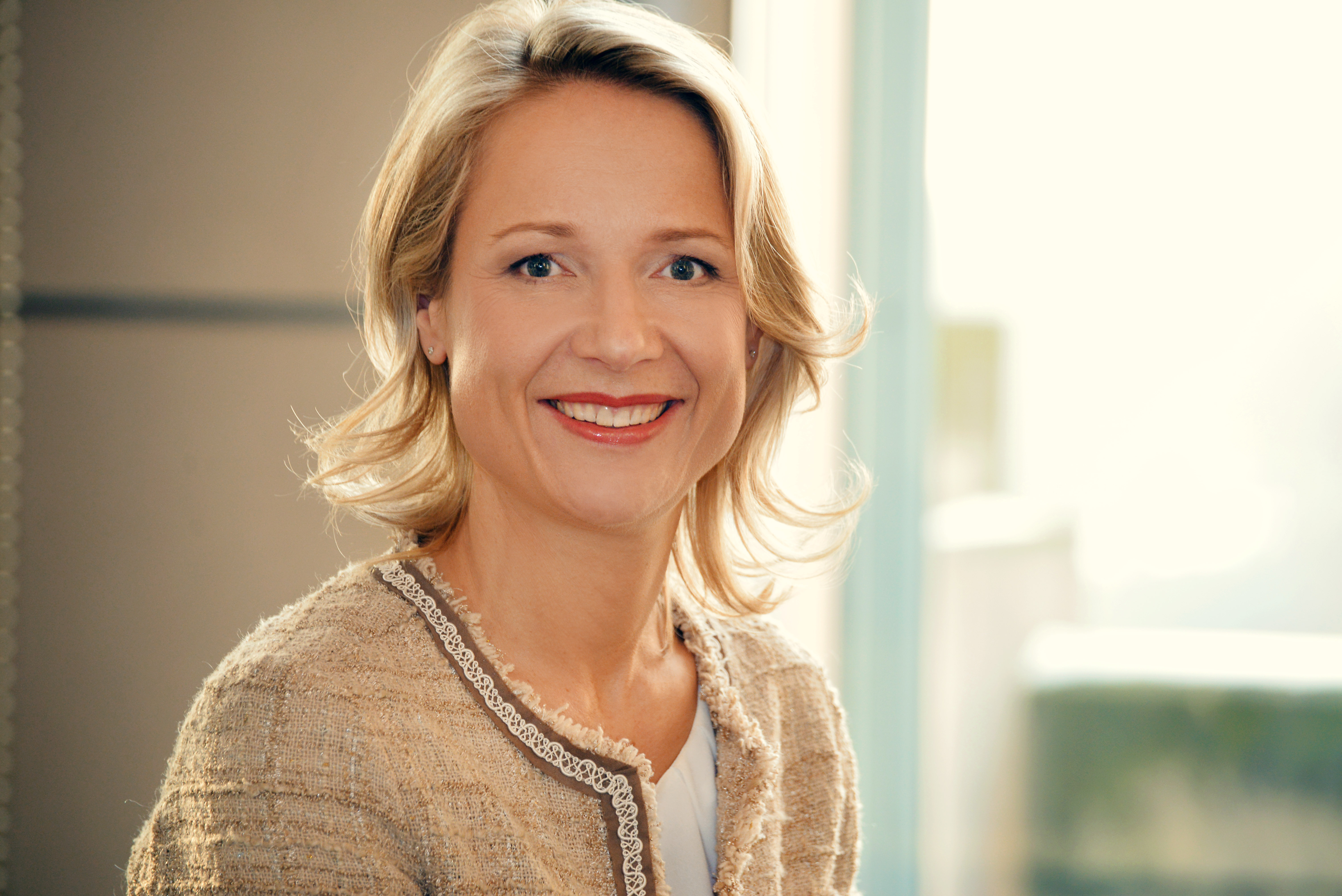
Sylvia Jörrißen (2014)

Sylvia Sabine Jörrißen (ur. 29 listopada 1967 w Oberhausen) – niemiecka polityk (CDU), od 2013 roku posłanka do niemieckiego Bundestagu.
Od roku 2008 była przewodniczącą rady dzielnicowej Heessen. Po tym, jak dostała się do Bundestagu, Jörrißen złożyła swój mandat w radzie dzielnicowej.

## Życiorys

### Wykształcenie i działalność zawodowa
Ze względu na pracę ojca rodzina Jörrißen po krótkich okresach mieszkania w Meerbusch oraz Herford przeprowadziła się w 1976 do Hamm.
Do 1978 Jörrißen uczęszczała do miejscowej szkoły podstawowej, a następnie do Liceum Hammonense, do którego potem uczęszczali też jej synowie. Po maturze, którą zdała w 1987 roku, Jörrißen rozpoczęła naukę bankowości przy Deutsche Banku, którą ukończyła w 1989.
Po ukończeniu nauki bankowej Jörrißen pracowała do 1993 roku w Ponadregionalnym Stowarzyszeniu Wsparcia Deutsche Bank w Hamm i Osnabrück. W międzyczasie od 1991 odbywała dodatkowe studium w Akademii Bankowej w Dortmundzie, które zakończyła w 1992, otrzymując tytuł Bankfachwirtin. Po urlopie macierzyńskim Jörrißen rozpoczęła w 2003 pracę jako niezależny administrator budynków. Po zdobyciu mandatu poselskiego w Bundestagu prowadzeniem firmy zajął się współpracownik.

### Działalność polityczna
Jörrißen wstąpiła do CDU w 2003 roku i od tego czasu jest członkinią miejscowego oddziału CDU w Heessen. W wyborach do rad dzielnicowych w 2004 roku zdobyła mandat radnej w dzielnicy Hamm-Heessen.
W wyborach do Bundestagu została wybrana przez swoją partię jako kandydatka bezpośrednia (wybierana metodą większościową) dla okręgu wyborczego numer 145 Hamm-Unna II. Na zgromadzeniu wyborczym partii CDU w okręgu 27 września 2012 w Hamm, została wybrana 137 głosami spośród 150 głosów oddanych jako delegatka.
W wyborach do Bundestagu, które odbyły się 22 września 2013 roku, została wybrana z listy regionalnej landu Nadrenia Północna-Westfalia, po tym w wyborach metodą większościową została pokonana przez konkurenta z partii SPD Michaela Thewsa. Jörrißen jest pierwszą kobietą, która została nominowana przez CDU w tym okręgu wyborczym. Po dostaniu się do Bundestagu Jörrißen złożyła mandat radnej dzielnicowej.
W Bundestagu Jörrißen została członkinią Komisji ds. Środowiska, Ochrony Natury, Budowy oraz Bezpieczeństwa Jądrowego oraz członkinią zastępczą w Komisji ds. Prawa i Ochrony Konsumenta oraz Komisji ds. Transportu oraz Infrastruktury Cyfrowej.

## Prywatnie
Sylvia Jörrißen jest zamężna z Thomasem Jörrißen, ma trójkę synów i mieszka w dzielnicy Heessen w Hamm wraz z całą rodziną. Jej ojciec, Norwin Wegner, był wieloletnim radnym z ramienia FDP.